# Les Trois-Moutiers
Les Trois-Moutiers è un comune francese di 1 083 abitanti situato nel dipartimento della Vienne nella regione della Nuova Aquitania.

## Monumenti e luoghi d'interesse
- I resti del castello della Mothe-Chandeniers

## Società

### Evoluzione demografica
Abitanti censiti